# Municipio de Jatibonico
Municipio de Jatibonico är en kommun i Kuba.   Den ligger i provinsen Provincia de Sancti Spíritus, i den centrala delen av landet, 400 km öster om huvudstaden Havanna. Antalet invånare är 42 708. Arean är 765 kvadratkilometer. Municipio de Jatibonico gränsar till Municipio de Yaguajay.
Terrängen i Municipio de Jatibonico är lite kuperad.